# Mechel
Mechel este unul dintre cei mai importanți investitori ruși în România.
Compania este deținută de omul de afaceri rus Igor Zyuzin.
Conglomeratul înglobează societăți din minerit, siderurgie și prelucrarea metalelor din trei țări: Rusia, România și Lituania.
Înființat în anul 2003, Mechel este cel mai mare producător rus de oțeluri și aliaje speciale și al doilea producător de oțeluri plate, controlând 39 la sută din piața rusă a produselor din oțeluri speciale (septembrie 2006).
În anul 2005, compania a realizat o producție de 15,6 milioane tone de cărbune, 5,9 milioane tone de oțel și 4,6 milioane tone de oțeluri plate.

## Numele
Mechel (l. rusă Мечел – челябинский металлургический комбинат) = Combinatul metalurgic din Celiabinsk (Rusia).

## Mechel în România
Grupul siderurgic rus Mechel a intrat pe piața românească în 2002 și controlează combinatele Mechel Câmpia Turzii (INSI), Mechel Târgoviște (COS), Ductil Steel Oțelu Roșu și Laminorul Brăila.
În anul 2010, producția de oțel a companiei în România a fost de 827.371 de tone, fabricarea de laminate la cald a fost de 855.760 de tone, iar volumele de sârmă și produse din sârmă au fost de 152.180 de tone.
În mai 2008, compania deținea 80% din producția de oțel-beton din România.
Compania a cumpărat pachetul majoritar de acțiuni (83,99%) de la Combinatul de Oțeluri Speciale (COS) din Târgoviște în anul 2002 pentru suma de 60 de milioane USD,
iar în anul 2003 pachetul de 73,4% din acțiunile combinatului Industria Sârmei Câmpia Turzii pentru 27 milioane USD.
Combinatul Industria Sârmei Câmpia Turzii este cel mai mare producător de metale feroase din Transilvania.
În noiembrie 2007, Mechel a cumpărat pachetul integral de acțiuni al companiei Ductil Steel Buzău.
Achiziția situează compania pe primul loc în piața românească de oțel-beton, cu o cotă de 45% din piață.
Ductil Steel Buzău, cuprinde și activitatea de la combinatul Socomet din Oțelu Roșu.
Mechel Târgoviște (COS) este listată pe Bursă, iar acțiunile Mechel Campia Turzii sunt tranzacționate pe piața RASDAQ
La finele primului trimestru din 2009, Mechel Târgoviște avea un număr de 3.128 de salariați.
Cifra de afaceri:
- 2011: 874 milioane euro[12]
- 2008: 671,9 milioane euro (2,45 miliarde lei)[10]

Venit net în 2008: 60 milioane euro
Număr de angajați în 2011: 7.000